# Go-Fushimi
L'empereur Go-Fushimi (後伏見天皇, Go-Fushimi tennō, 5 avril 1288–17 mai 1336) était le 93e empereur du Japon, selon l'ordre traditionnel de la succession, et a régné du 30 août 1298 au 2 mars 1301.
Son nom personnel était Tanehito (胤仁). Son nom posthume lui a été donné en mémoire de celui de l'empereur Fushimi (on peut traduire le préfixe Go-, 後, par « postérieur », ce qui donne donc « Empereur Fushimi postérieur »).

## Généalogie
Go-Fushimi était le fils aîné de l'empereur Fushimi et appartenait donc à la lignée Jimyōin-tō. Sa mère était une fille de Fujiwara no Tsuneuji, et il fut adopté par l'impératrice Fujiwara no Shoshi (Eifukimon In). Il eut plusieurs enfants, dont les futurs empereurs de la cour du Nord Kōgon et Kōmyō.
Consort :
- Fujiwara no Neishi °1292 †1357 ; fille de Fujiwara (Saionji) no Kinhira ; titrée Kogimon In ; mère de :
  - Première fille : Princesse
  - Premier fils : Prince Kazuhito (empereur Kōgon)
  - Troisième fils : Prince
  - Seconde fille : Princesse
  - Deuxième fils : Prince Yutahito (empereur Kōmyō)

## Biographie
En 1289, son père, l'empereur Fushimi, fait de lui son prince héritier, au lieu de laisser le trône à un membre de la lignée Daikakuji-tō, ce qui augmente l'antagonisme entre les deux lignées. En 1298, il devient empereur lorsque son père abdique en sa faveur et devient empereur retiré, mais en 1301, la lignée rivale du Daikakuji-tō se rassemble et le force à abdiquer en faveur de l'empereur Go-Nijō.
En 1308, à la mort de Go-Nijō, c'est un jeune frère de Go-Fushimi, Hanazono, qui monte sur le trône. Fushimi redevient alors empereur retiré, avant d'abandonner en 1313 cette fonction à Go-Fushimi, qui la garde jusqu'à la fin du règne de son frère, en 1318.
Durant le règne de Hanazono, des négociations entre le Bakufu et les deux lignées résultent en un accord pour alterner le trône entre les deux lignées tous les 10 ans. Cet accord ne dure cependant pas longtemps, étant brisé par la restauration de l'empereur Go-Daigo.
Go-Fushimi est l'auteur d'une célèbre supplique au dieu du sanctuaire de Kamo pour l'aider à gagner le trône pour son fils. Celui-ci devient en effet empereur, mais seulement trente ans après son abdication : Kōgon devient en effet le premier empereur de la Cour du Nord en 1331, avec le soutien du shogunat Ashikaga.

## Ères de son règne
- Ère Einin
- Ère Shōan